# Archiwum Państwowe w Gorzowie Wielkopolskim
Archiwum Państwowe w Gorzowie Wielkopolskim – zostało powołane 1 sierpnia 1950 roku.

## Historia
Archiwum Państwowe w Gorzowie Wielkopolskim, które rozpoczęło działalność 1 sierpnia 1950 roku, obejmowało obszar województwa zielonogórskiego, jako oddział Archiwum Państwowego w Poznaniu. 29 marca 1951 roku zostało przekształcone w powiatowe archiwum państwowe. W 1953 roku archiwum zostało podporządkowane Wojewódzkiemu Archiwum Państwowemu w Zielonej Górze.
Od początku działalności, archiwum miało trudności lokalowe, dlatego w 1958 roku zmieniło siedzibę, a w 1975 roku zostało przeniesione do Lubczyna, skąd do Gorzowa Wielkopolskiego powróciło w 1986 roku, na ul. Husarską, a w 1991 roku zostało ponownie przeniesione na ul. Grottgera. W 1998 roku do archiwum przeniesiono zasoby, ze zlikwidowanej Ekspozytury w Sulęcinie. W latach 2011–2013 wybudowano nowoczesną siedzibę, która została otwarta 3 października 2013 roku.